# 운정 나들목
운정 나들목(Unjeong IC)은 경기도 파주시 탄현면 갈현리에 설치될 예정인 수도권제2순환고속도로의 교차로이다. 기본 설계 당시에는 수도권제2순환고속도로 김포 ~ 파주 구간이 한강을 교량 형태로 통과할 예정이었기 때문에 문발 나들목이 계획되어 있었으나, 한강 통과 구간이 하저터널로 계획이 수정되면서 지금의 나들목을 설치하는 것으로 변경되었다. 2027년 12월에 개통될 예정이다.

## 연혁
- 2019년 5월 20일 : 나들목 신설을 위해 파주시 도시계획시설 교통광장에 탄현면 갈현리 일원을 운정 나들목으로 고시[1]

## 구조물 정보
전형적인 트럼펫 형태의 입체 교차로이다. 고속도로 본선과 연결된 진출입로는 남북로에서 평면 교차한다.
- 위치 : 경기도 파주시 탄현면 갈현리

## 접속하는 도로
- 지방도 제357호선 (남북로)